# Ewa Pajor
Ewa Pajor (Uniejów, Polonia, 3 de diciembre de 1996) es una futbolista polaca. Juega como delantera y su equipo actual es el Barcelona de la Primera División de España. Es internacional con la Selección de Polonia.

## Trayectoria
Entre 2011-15 jugó en el Medyk Konin, con el que debutó en la Champions League. Fue nombrada mejor jugadora de la Eurocopa sub-17 2013, y ese mismo año debutó con la absoluta polaca. En 2015 fichó por el VfL Wolfsburgo, subcampeón alemán. El 14 de mayo de 2024, el club alemán anunció que Pajor se marcharía del equipo por petición propia al final de la temporada 2023-24. En sus nueve años con la camiseta del Wolfsburgo, la delantera ganó catorce títulos y anotó más de 90 goles.
El 17 de junio de 2024, Pajor fue anunciada como nueva jugadora del Fútbol Club Barcelona.

## Clubes
| Club            | País     | Año       |
| --------------- | -------- | --------- |
| Medyk Konin     | Polonia  | 2011-2015 |
| VfL Wolfsburgo  | Alemania | 2015-2024 |
| F. C. Barcelona | España   | 2024-act. |

## Estadísticas

### Clubes
Actualizado al último partido disputado el 7 de junio de 2025.
| Club                      | Temporada     | Div           | Liga  | Liga  | Liga   | Copa  | Copa  | Copa   | Internacional | Internacional | Internacional | Otros | Otros | Otros  | Total | Total | Total  | Media goleadora |
| Club                      | Temporada     | Div           | Part. | Goles | Asist. | Part. | Goles | Asist. | Part.         | Goles         | Asist.        | Part. | Goles | Asist. | Part. | Goles | Asist. | Media goleadora |
| ------------------------- | ------------- | ------------- | ----- | ----- | ------ | ----- | ----- | ------ | ------------- | ------------- | ------------- | ----- | ----- | ------ | ----- | ----- | ------ | --------------- |
| Medyk Konin · Polonia     | 2011-12       | 1.ª           |       | 5     | -      |       | 0     | -      | -             | -             | -             | -     | -     | -      | -     | 5     | -      | 0.13            |
| Medyk Konin · Polonia     | 2012-13       | 1.ª           |       | 9     | -      |       | 2     | -      | -             | -             | -             | -     | -     | -      | -     | 11    | -      | 0.13            |
| Medyk Konin · Polonia     | 2013-14       | 1.ª           |       | 22    | -      |       | 1     | -      | -             | -             | -             | -     | -     | -      | -     | 23    | -      | 0.13            |
| Medyk Konin · Polonia     | 2014-15       | 1.ª           |       | 28    | -      |       | 6     | -      | 5             | 8             | 2             | -     | -     | -      | +5    | 42    | 2      | 0.13            |
| Medyk Konin · Polonia     | Total club    | Total club    | 60    | 64    | +0     | +0    | 9     | +0     | 5             | 8             | 2             | 0     | 0     | 0      | +65   | 80    | +2     | 1.23            |
| VfL Wolfsburgo · Alemania | 2015-16       | 1.ª           | 7     | 1     | -      | 2     | 1     | -      | 7             | -             | -             | -     | -     | -      | 16    | 2     | -      | 0.13            |
| VfL Wolfsburgo · Alemania | 2016-17       | 1.ª           | 12    | 5     | -      | 4     | 3     | -      | 1             | -             | -             | -     | -     | -      | 17    | 8     | -      | 0.47            |
| VfL Wolfsburgo · Alemania | 2017-18       | 1.ª           | 15    | 4     | -      | 3     | 3     | -      | 7             | 4             | -             | -     | -     | -      | 25    | 11    | -      | 0.44            |
| VfL Wolfsburgo · Alemania | 2018-19       | 1.ª           | 19    | 24    | -      | 3     | 2     | -      | 5             | 2             | 3             | -     | -     | -      | 27    | 28    | +3     | 1.04            |
| VfL Wolfsburgo · Alemania | 2019-20       | 1.ª           | 17    | 6     | -      | 3     | 2     | -      | 4             | -             | 1             | -     | -     | -      | 24    | 18    | +1     | 0.75            |
| VfL Wolfsburgo · Alemania | 2020-21       | 1.ª           | 6     | 8     | 2      | 3     | 3     | -      | 4             | -             | -             | -     | -     | -      | 13    | 11    | +2     | 0.85            |
| VfL Wolfsburgo · Alemania | 2021-22       | 1.ª           | 7     | 8     | 5      | 2     | 2     | -      | 5             | 3             | -             | -     | -     | -      | 14    | 13    | +5     | 0.93            |
| VfL Wolfsburgo · Alemania | 2022-23       | 1.ª           | 19    | 12    | 7      | 5     | 4     | -      | 11            | 9             | 1             | -     | -     | -      | 35    | 25    | +8     | 0.71            |
| VfL Wolfsburgo · Alemania | 2023-24       | 1.ª           | 19    | 18    | 6      | 4     | 2     | -      | 2             | 0             | 1             | -     | -     | -      | 25    | 20    | +7     | 0.8             |
| VfL Wolfsburgo · Alemania | Total club    | Total club    | 121   | 96    | +18    | 29    | 22    | +0     | 46            | 18            | 6             | 0     | 0     | 0      | 196   | 136   | +24    | 0.69            |
| F. C. Barcelona · España  | 2024-25       | 1.ª           | 28    | 25    | 10     | 5     | 9     | 1      | 11            | 6             | 1             | 3     | 3     | -      | 47    | 43    | 12     | 0.91            |
| F. C. Barcelona · España  | Total club    | Total club    | 28    | 25    | 10     | 5     | 9     | 1      | 11            | 6             | 1             | 3     | 3     | 0      | 47    | 43    | 12     | 0.91            |
| Total carrera             | Total carrera | Total carrera | 209   | 185   | +28    | 34    | 40    | +1     | 62            | 32            | 9             | 3     | 3     | 0      | +308  | 259   | +38    | 0.84            |
| 1. 2. 3.                  |               |               |       |       |        |       |       |        |               |               |               |       |       |        |       |       |        |                 |

## Palmarés

### Títulos nacionales
| Título             | Club            | País     | Año  |
| ------------------ | --------------- | -------- | ---- |
| Copa               | Medyk Konin     | Polonia  | 2013 |
| Campeonato de Liga | Medyk Konin     | Polonia  | 2014 |
| Copa               | Medyk Konin     | Polonia  | 2014 |
| Campeonato de Liga | Medyk Konin     | Polonia  | 2015 |
| Copa               | Medyk Konin     | Polonia  | 2015 |
| Copa               | VfL Wolfsburgo  | Alemania | 2016 |
| Campeonato de Liga | VfL Wolfsburgo  | Alemania | 2017 |
| Copa               | VfL Wolfsburgo  | Alemania | 2017 |
| Campeonato de Liga | VfL Wolfsburgo  | Alemania | 2018 |
| Copa               | VfL Wolfsburgo  | Alemania | 2018 |
| Campeonato de Liga | VfL Wolfsburgo  | Alemania | 2019 |
| Copa               | VfL Wolfsburgo  | Alemania | 2019 |
| Campeonato de Liga | VfL Wolfsburgo  | Alemania | 2020 |
| Copa               | VfL Wolfsburgo  | Alemania | 2020 |
| Copa               | VfL Wolfsburgo  | Alemania | 2021 |
| Campeonato de Liga | VfL Wolfsburgo  | Alemania | 2022 |
| Copa               | VfL Wolfsburgo  | Alemania | 2022 |
| Copa               | VfL Wolfsburgo  | Alemania | 2023 |
| Copa               | VfL Wolfsburgo  | Alemania | 2024 |
| Supercopa          | F. C. Barcelona | España   | 2025 |
| Campeonato de Liga | F. C. Barcelona | España   | 2025 |
| Copa               | F. C. Barcelona | España   | 2025 |

### Títulos internacionales
| Título         | Equipo         | Sede  | Año  |
| -------------- | -------------- | ----- | ---- |
| Europeo Sub-17 | Polonia sub-17 | Suiza | 2013 |

### Distinciones individuales
| Distinción                                 | Año                          |
| ------------------------------------------ | ---------------------------- |
| Mejor jugadora del Europeo Sub-17          | 2013                         |
| Máxima goleadora de la Copa de Polonia     | 2015                         |
| Futbolista polaca del año                  | 2018, 2019, 2022, 2023, 2024 |
| Máxima goleadora de la Bundesliga          | 2019, 2024                   |
| Máxima goleadora de la Liga de Campeones   | 2023                         |
| Equipo ideal de la Liga de Campeones       | 2023                         |
| Máxima goleadora de la Supercopa de España | 2025                         |
| Trofeo Pichichi                            | 2025                         |
| Máxima goleadora de la Copa de la Reina    | 2025                         |